# 葉振弘
葉振弘（英語：Marco Ip，2000年9月24日—），香港男歌手，ViuTV及MakerVille旗下男藝人和組合P1X3L成員，2019年ViuTV選秀節目《全民造星II》三十強參賽者。個人粉絲名為Macaron（馬卡龍）。

## 簡歷

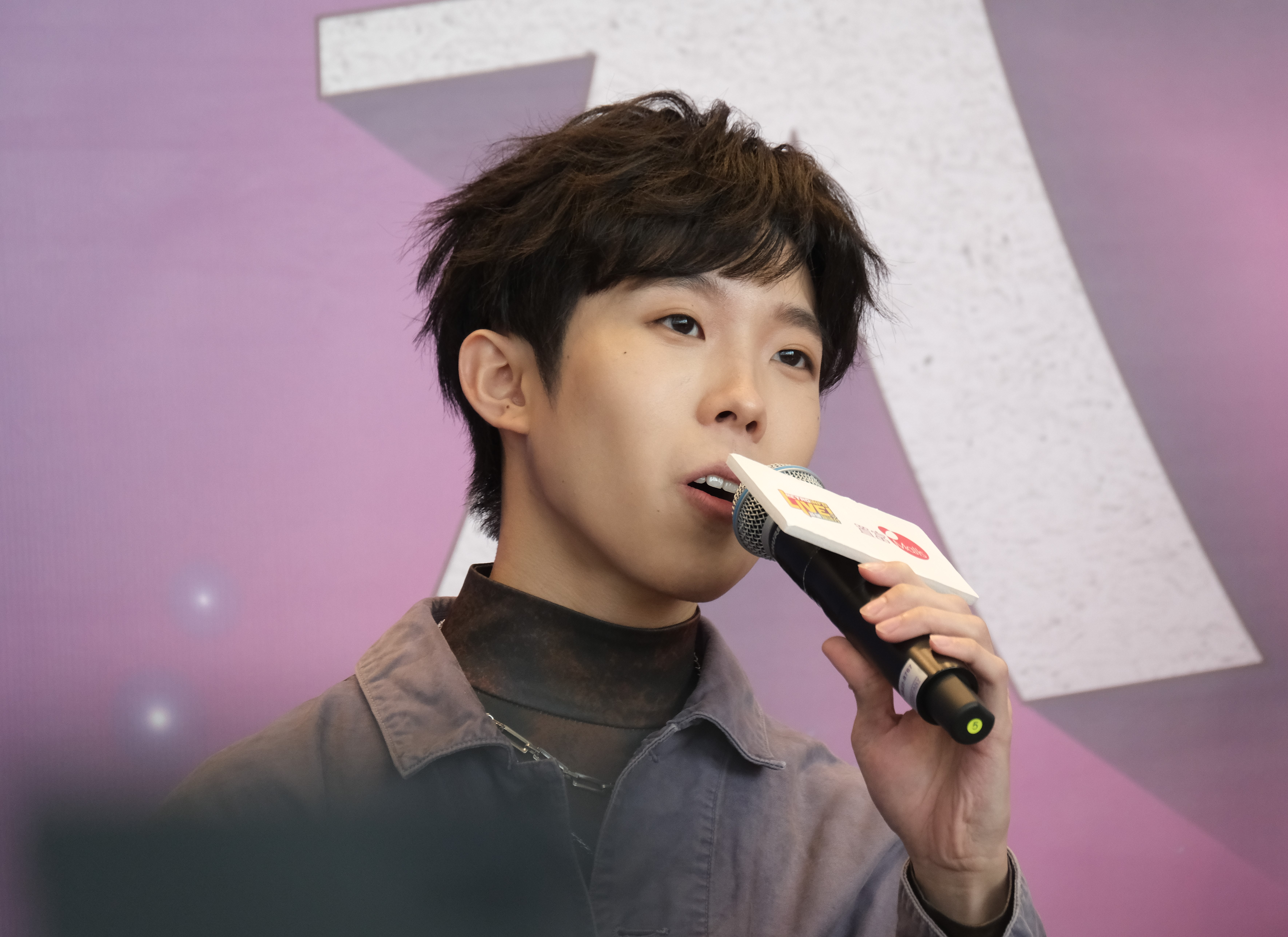
2022年12月10日，葉振弘於紅磡置富都會L7大堂出席新城知訊台主辦《新人大熱唱2022》活動

葉振弘入行前為學生，學習10多年的跆拳道。他曾經到韓國成為練習生，之後2019年參加ViuTV選秀節目《全民造星II》，最終入圍最後三十強，簽約加入ViuTV。2020年12月，他加盟環球唱片成為組合P1X3L成員，然而，P1X3L這隊組合不被大眾看好及受到不少抨擊。樂觀的Marco熱愛舞台，表示不怕沒機會，決定就算賺不到錢也要做演藝。Marco雖然性格樂觀，但他還有因為外貌不俊俏而有過自卑心態。
2023年2月22日，他推出首支個人單曲《海島與少年》，曲風抒情，希望為樂迷帶來正能量，希望樂迷遇到挫折，把心情調整得好，便可用一個樂觀的心態面對不同的事。單曲製作時間趕急，他曾擔心自己做得不夠好、準備不足，之後發現最需要準備的是心情。經紀公司安排他參與姊妹公司ViuTV綜藝節目以及電視劇，他拍攝綜藝節目《One Day 約會實況》及《無制限探險隊》。他和岑珈其、George@P1X3L、Alice、Sica、Win Win主持《MM730-男女自然觀察學會》及《馬友旅遊部》並成立期間限定組合「馬友會」。在綜藝節目《One Day 約會實況》中，他跟女生相處的言行舉止令網民有正面評價及笑言他「憑實力單身」。他於《無制限探險隊》中，他擔任"Junior Anchorman（少年主播）"，拍攝過程愉快而噁心，更為節目嘗試食東非當地的傳統的蚊餅。 由於《One Day 約會實況》反應不俗, 《One Trip 約會實況》亦於2025年3月3日首播。節目中Marco與6位女神去旅行, 憑著細心計劃行程安排及照料, Marco由上一季的「憑實力單身」到本季從6位女神中取得全數3支花滿分成績, 可謂大躍進。
葉振弘參演的電視劇角色主要都是配角，甚至跑龍套，例如: 《YOLO的練習曲》、《I SWIM》、《季前賽》及《極度俏郎君》等等。2023年，他參演驚悚青春電視劇《那年盛夏我們綻放如花》，是他第一套多過十句對白的劇。劇中他演技大爆發獲得不少觀眾注意並獲讚賞。
經歷完唱片公司人事變動後，葉振弘最終於2023年11月發佈他的第二首個人單曲《Joy Boy》。除此之外，他還參加音樂劇《小塵大事2023 我也流淚的》，8場門票開賣後已經所剩無幾，最後主辦單位決定加開多2場。他奪得2023年叱咤樂壇生力軍男歌手銅獎，可惜因病而缺席。
葉振弘於2024年4月推出第三首個人單曲《半途而廢手冊》，歌曲於網上音樂串流平台KKBOX27/4至3/5一週本地新歌週榜排行第九位。

## 家庭狀況
葉振弘家中有父母及一弟一妹。母親於荃灣開設重慶烤魚店。其弟葉振延（Manson）是一名智商達141的資優生，以14歲之齡跳級入讀香港理工大學投資科學及金融分析科。
中學時候的葉振弘曾為了要放棄學習跆拳道而和媽媽吵架，更離家出走。自此媽媽心態改變了，會盡量幫他完成想做的事，而並非迫他做不愛的事，母子關係變得更好。

## 感情狀況
截至2025年3月，葉振弘對外宣稱仍是「A0男」（即:沒有任何拍拖經歷）。於是，MakerVille製作組製作《One Day 約會實況》和《One Trip 約會實況》節目，為Marco安排與不同類型的女生約會體驗。
他曾在節目《有酒今晚吹》中，被Sica借醉示愛，之後雙方粉絲團成立「Marco係屬於Sica關注組」。

## 音樂作品

### 單曲
| 推出日期 | 曲目         | 作曲        | 填詞   | 編曲           | 製作人/監製 | 備註                                    |
| 2023年   |              |             |        |                |             |                                         |
| 2月22日  | 海島與少年   | 徐浩        | 鍾說   | 徐浩／黃兆銘   | 徐浩        | 首支派台歌曲 《One Day 約會實況》片尾曲 |
| 11月21日 | Joy Boy      | T-Ma        | T-Rexx | PurpleNacho    | T-Ma        |                                         |
| 2024年   |              |             |        |                |             |                                         |
| 4月26日  | 半途而廢手冊 | Lesta Cheng | 黃偉文 | 周錫漢／黃兆銘 | 周錫漢      |                                         |

### 派台歌曲成績
註：組合名義的派台歌，請參閱P1X3L之頁面。
| 派台歌曲成績（五台） | 派台歌曲成績（五台） | 派台歌曲成績（五台） | 派台歌曲成績（五台） | 派台歌曲成績（五台） | 派台歌曲成績（五台） | 派台歌曲成績（五台） | 派台歌曲成績（五台）                                                             |      |
| -------------------- | -------------------- | -------------------- | -------------------- | -------------------- | -------------------- | -------------------- | -------------------------------------------------------------------------------- | ---- |
| 唱片                 | 歌曲                 | 903                  | RTHK                 | 997                  | TVB                  | ViuTV                | 備註                                                                             | 備註 |
| 2023年               |                      |                      |                      |                      |                      |                      |                                                                                  |      |
| P1X3L                | 海島與少年           | -                    | 3                    | 5                    | ×                    | 8                    | 首支派台歌曲 ViuTV節目《One Day 約會實況》片尾曲 加拿大至 HIT 中文歌曲排行榜：12 |      |
| P1X3L                | Joy Boy              | 16                   | 2                    | 5                    | ×                    | 5                    | 跨年上榜（RTHK） 翌年上榜（ViuTV）                                               |      |
| 2024年               |                      |                      |                      |                      |                      |                      |                                                                                  |      |
| P1X3L                | 半途而廢手册         | -                    | 3                    | 4                    | ×                    | -                    | 加拿大至 HIT 中文歌曲排行榜：14                                                  |      |

| 903 | RTHK | 997 | TVB | ViuTV | 備註              |
| 0   | 0    | 0   | 0   | 0     | 五台冠軍歌總數：0 |

- （*）仍在榜上
- （-）未能上榜
- （×）沒有派往該台

## 演出

### 電視劇（ViuTV）
- 2021年：《太平紋身店》（12集）黑虎（青年）
- 2021年：《YOLO的練習曲》（第2、5集）飾演 渣男男友
- 2021年：《大叔的愛》（13-15集）飾演 Kelvin 徐輝明
- 2022年：《I SWIM》 飾演 楊仕福
- 2022年：《季前賽》 飾演 賴俊毅
- 2023年：《極度俏郎君》 飾演 爆鎖（青年）
- 2023年：《那年盛夏我們綻放如花》 飾演 張允行
- 2024年：《飛黃騰達》（第29集）飾演 熊出沒
- 2024年：《打天下2》 飾演 貢丸輝
- 2025年:   《翻盤下半場》飾演  葡萄

### 節目主持（ViuTV）
- 2020年：《大海男兒》
- 2021-22年：《囝囝女女730》（第101集開始）
- 2021年：《香港秘密搜查官》
- 2022年：《商睇》
- 2022年：《聲控鬥室》
- 2022年：《MM730－男女自然觀察學會》
- 2023年：《One Day 約會實況》
- 2023年：《準時開飯》（第4、14、24集）
- 2023年：《無制限探險隊》
- 2023年：《馬友旅遊部》
- 2024年：《巴絲Let's go 歐》（與胞弟葉振延一起主持）
- 2025年：《One Trip 約會實況》

### 節目主持（UM Webzine）
- 2021年：《傳聞戰隊》粉紅戰士

### 節目演出（ViuTV）
- 2019年：《全民造星II》參賽者
- 2021年：《ViuTV 5周年：繼續向前》
- 2021年：《ViuTV 2022》
- 2022年：《拆你個夢》
- 2023年: 《ViuTV 2023》
- 2024年:  《ViuTV 2024》
- 2025年: 《ViuTV 2025節目巡禮》

### 其他節目
- 2023年：港台電視31《醫家搞邊科》 #7「糖衣」真係陷阱嚟？ 嘉賓

### 音樂劇
- 2023年：小塵大事2023 我也流淚的

### 廣播劇
- 2025年：偶然2+2

## 獎項
2023年度
- 新城勁爆頒獎禮2023 - 勁爆新人
- 2023年度叱咤樂壇流行榜頒獎典禮 - 叱咤樂壇生力軍男歌手 銅獎

## 網頁
- 葉振弘的Instagram帳戶
- all-about-P1X3L （页面存档备份，存于）